# Funny Games (película de 2007)
Funny Games U.S., también conocida como Funny Games, es una versión estadounidense de la película homónima austriaca escrita y dirigida en 1997 también por Michael Haneke, quien se encargó de dirigir este remake, uno de los más polémicos de los últimos años, porque es un guion idéntico al original, así como los planos y la puesta en escena. La única variación consiste en el reparto y la fotografía. La película intenta alejar la realidad de la violencia del concepto naturalizado que se aprecia en las películas estadounidenses. 

## Sinopsis
Ane (Naomi Watts) se dirige a su casa de verano junto al lago con su marido George (Tim Roth) y su hijo de 10 años Georgie (Devon Gearhart) para desconectarse del trabajo. Poco después de instalarse, un par de jóvenes llaman a la puerta para darles la bienvenida a la zona, sin embargo, a pesar de las buenas palabras, atizan a George sin perder la sonrisa en su cara. A partir de ahí, los jóvenes confesarán a la familia que todo se trata de un simple juego: apuestan a la familia, a que al día siguiente, a las 9 de la mañana, estarán todos muertos.

## Argumento
George y Ann Farber, su hijo de 10 años Georgie y su perro Lucky llegan a su casa del lago. Su vecino, Fred, llega con dos jóvenes, Paul y Peter, para ayudar a meter el bote en el lago, aunque Fred se comporta de forma extraña.
Mientras Ann cocina, Peter los visita y le pide prestados unos huevos. Ella se los da, él se va y, al perderse de vista, los deja caer; luego regresa para disculparse por su torpeza y pedir más. Ella le da cuatro huevos más y él se va, pero Lucky se le echa encima, rompiéndoles los huevos. Para frustración de Ann, Paul le implora que pruebe uno de sus palos de golf afuera, y Peter pide más huevos. George llega e intenta expulsarlos, terminando abofeteando a Paul. En represalia, Peter le golpea la rodilla a George con el palo de golf. Los dos hombres toman a la familia como rehenes.
Paul guía a Ann en un juego de "Caliente y Frío" para encontrar a Lucky, a quien había matado con el palo de golf. Cuando sus vecinos, los Thompson, los visitan, Ann afirma que Paul y Peter son simplemente amigos suyos. Tras regresar a casa, los Farber se ven obligados a participar en varios juegos sádicos para sobrevivir. Durante estos juegos, meten la cabeza de Georgie en una funda de almohada y le piden a Ann que se desnude. Georgie es lastimado por Paul hasta que ella obedece. Al liberarlo de la funda de almohada, Georgie escapa y va a casa de Fred, donde encuentra cadáveres ensangrentados.
Mientras tanto, Paul ata a Ann antes de salir a buscar a Georgie, dejando a Peter a cargo de los Farber. Ann pregunta por qué no los matan directamente, y Peter responde que no deben olvidar la diversión de los juegos. Cuando Peter va a la cocina a buscar huevos, Ann salta hacia George, pero éste no logra liberarla antes de que Peter regrese, y Peter la golpea y vuelve a romper los huevos. Ann le ruega a Peter que los deje ir, pero él se niega. Georgie encuentra una escopeta en casa de Fred y Paul le dice que le dispare, pero el arma no se dispara, revelando que está descargada. Paul lo lleva de vuelta a la sala, le da la escopeta a Peter y le muestra los dos cartuchos que faltan.
Los hombres juegan un nuevo juego, diciendo que quien sea descartado recibirá un disparo. Mientras Paul está en la cocina comiendo algo, Georgie, preso del pánico, corre, lo que resulta en que Peter le dispara y lo mata. Paul lo regaña por ser impulsivo, y los dos hombres deciden irse brevemente. George y Ann están desconsolados por la pérdida, pero finalmente deciden sobrevivir. Ann logra liberarse y huir de la casa mientras George intenta desesperadamente llamar al 911 desde el teléfono averiado. Ann no encuentra ayuda, solo para ser capturada de nuevo por Peter y Paul, quienes la traen de vuelta a la casa.
El siguiente nivel de juegos comienza con Peter apuñalando a George. Le dicen a Ann que rece antes de tomar una decisión por su esposo: una muerte dolorosa y prolongada con el cuchillo "pequeño" o una muerte rápida y brutal con la escopeta "grande". Mientras Paul habla, Ann toma la escopeta de la mesa frente a ella y mata a Peter. Un Paul enfurecido agarra la escopeta y comienza a buscar el control remoto del televisor. Al encontrarla, retrocede los últimos sucesos hasta un momento antes de que Ann agarre la escopeta, rompiendo la cuarta pared. En la "vuelta al cole", Paul le arrebata la escopeta antes de que ella pueda cogerla y la reprende, diciéndole que no puede romper las reglas.
Peter y Paul matan a George y se llevan a Ann, atada y amordazada, al barco de la familia. Ann intenta liberarse, pero Paul y Peter la atrapan. Paul, con indiferencia, la empuja al agua para que se ahogue. Llaman a la puerta de la casa de los Thompson y piden huevos. Paul mira a la cámara con una sonrisa burlona.

## Remake
Es un remake de la película homónima de 1997, Funny Games. Ambas son idénticas en guion, diálogos y planificación, punto por punto, encuadre por encuadre, incluyendo el título. Muchos críticos nombran la película de 1997 como una obra de arte y califican la de 2007 como una aun mejor debido a la buena elección y trabajo de los actores.

## Reparto
- Tim Roth como George.
- Naomi Watts como Anne.
- Michael Pitt como Paul.
- Brady Corbet como Peter.
- Siobhan Fallon como Betsy.
- Devon Gearhart como Georgie.

## Lanzamiento
La película se estrenó en Gran Bretaña en el Festival de Cine de Londres el 20 de octubre de 2007. En Estados Unidos se estrenó en el Festival de Cine de Sundance el 19 de enero de 2008. Se inició un lanzamiento limitado en los Estados Unidos y Canadá el 14 de marzo de 2008, distribuido por Warner Independent. Una mayor cobertura a más salas llegó el 8 de abril de 2008. La película fue presentada en el Festival de Cine de Estambul en abril de 2008.

## Recepción
La película recibió críticas mixtas de los críticos. A partir del 6 de septiembre de 2008, la revisión agregada en Rotten Tomatoes informó que el 51 por ciento de los críticos de cine dio comentarios positivos, basado en 132 comentarios. Metacritic informó de la película tuvo una puntuación media de 41 sobre 100, basado en 33 comentarios.